# Gnophos brachyphora
Gnophos brachyphora är en fjärilsart som beskrevs av Edward P. Wiltshire 1966. Gnophos brachyphora ingår i släktet Gnophos och familjen mätare. Inga underarter finns listade i Catalogue of Life.